# Gonomyia oxybeles
Gonomyia oxybeles är en tvåvingeart som beskrevs av Alexander 1979. Gonomyia oxybeles ingår i släktet Gonomyia och familjen småharkrankar.
Artens utbredningsområde är Komorerna. Inga underarter finns listade i Catalogue of Life.